# GSC1734-922
GSC1734-922- — хімічно пекулярна зоря спектрального класу A, що має видиму зоряну величину в смузі V приблизно  9.6.
.